# Domitianus (Gegenkaiser)

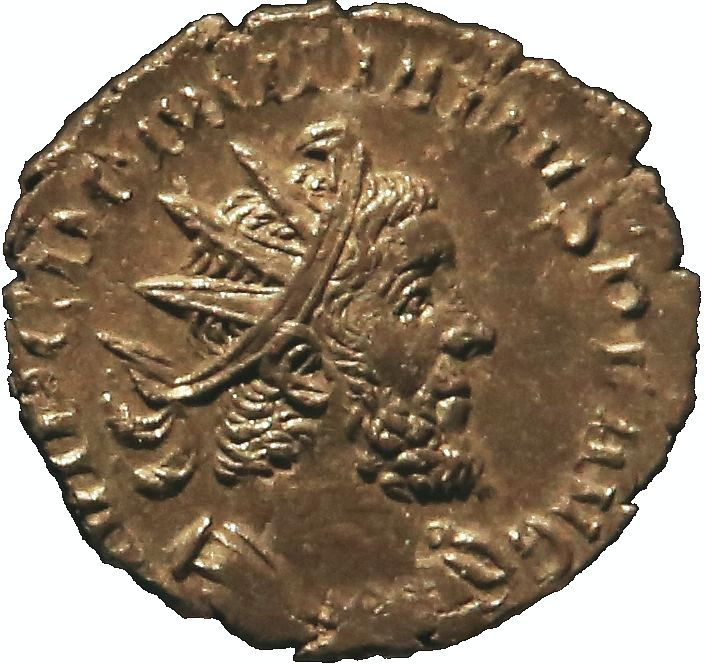
Antoninian des Domitianus

Domitianus ist ein in den antiken literarischen Quellen nur undeutlich hervortretender römischer Offizier, der für kurze Zeit um das Jahr 271 Usurpator im abtrünnigen Gallischen Sonderreich war, das zu dieser Zeit die Provinzen Galliens und Britanniens umfasste. Er wird manchmal auch als Domitian II. bezeichnet.
Einen unabhängigen archäologischen Beweis für Domitianus’ Existenz und Regierung bilden lediglich insgesamt drei Exemplare von zwei verschiedenen Antoninianen des Domitianus. Vom ersten Revers-Typ CONCORDIA sind zwei Exemplare bekannt: das erste, 1900 im Loiretal gefunden, wurde lange kontrovers diskutiert und von Teilen der Forschung als Fälschung angesehen, bis im Jahr 2003 in Oxfordshire ein zweiter Antoninian aus demselben Stempelpaar in einem Topf mit etwa 5000 Münzen aus der Zeit von 250 bis 275 auftauchte.
Der zweite Revers-Typ LAETITIA ist bislang nur durch einen mit einem Metalldetektor getätigten Einzelfund aus Vidin (Bulgarien) belegt, welcher im Archäologischen Nationalmuseum in Sofia aufbewahrt wird (Komplex Boyana, Inv. No. 45197).
Man nimmt an, dass Domitianus mit einem in der Historia Augusta erwähnten Offizier des Aureolus unter Gallienus, sowie mit dem bei Zosimos genannten Usurpator unter Aurelian identisch ist. Seine Usurpation, die möglicherweise in Konkurrenz zu Victorinus und/oder Tetricus I. stand, wird wohl nicht viel länger als einige Tage gedauert haben – gerade lange genug, um eigene Münzen schlagen zu lassen.